# Philippe de Tripoli
Philippe de Tripoli, mort peu après 1269, est un prêtre catholique italien ainsi qu'un traducteur.
Bien qu'il ait mené une carrière cléricale réussie, son héritage le plus marquant est sa traduction complète de l'arabe au latin du Secretum secretorum du Pseudo-Aristote vers 1230.

## Biographie

### Début de carrière
Philippe naquit probablement entre 1195 et 1200 environ en Ombrie. Un document le qualifie de « clerc de Foligno ». Son oncle Rainier, originaire du comté de Todi, fut patriarche latin d'Antioche de 1219 à 1225. Philippe reçut une prébende à Trente en 1218, date à laquelle il devait avoir au moins 22 ans, sauf dispense papale. Un sous-diacre papal, Dainisius, fut désigné pour l'assister. Il rejoignit son oncle à Antioche entre 1219 et 1222, où il devint chanoine. Il resta à son service jusqu'en 1225. Au plus tard en 1225, il était devenu sous-diacre papal. Il travailla probablement un temps à la chancellerie apostolique, peut-être sous la direction de son oncle, qui avait été vice-chancelier.
On peut déduire une partie de l'éducation de Philippe à partir des documents pontificaux et de sa traduction. Dans les documents pontificaux, il est régulièrement désigné comme magister, c'est-à-dire maître, un titre qui indique qu'il a reçu une éducation supérieure, probablement, mais pas nécessairement, un diplôme universitaire. S'il a effectivement étudié à l'université, ce fut probablement à l'université de Paris ou peut-être à celle de Bologne. Il avait manifestement suivi une formation juridique, et les papes louent sa scientia litterarum (« connaissance des lettres »). Au moins un manuscrit du Secretum du XIIIe siècle qualifie son traducteur de magister philosophorum (« maître des philosophes »), et ses propos concernant Aristote dans le prologue suggèrent qu'il avait reçu une formation philosophique classique. Sa bonne maîtrise du latin, conjuguée à sa modestie affectée, suggère une formation rhétorique classique. Certaines interpolations possibles dans le texte du Secretum en faveur de l'astrologie ont été attribuées à Philippe, et une correction de son astronomie a très probablement été apportée par ses soins,. Tout au long de sa carrière, il fut un pluraliste, ce qui n'était autorisé par le droit canon que depuis le quatrième concile du Latran en 1215, lorsqu'une exception fut prévue pour les « savants ».
Durant son séjour en Terre sainte, Philippe semble avoir appris le français, la lingua franca des États croisés, à en juger par certains gallicismes dans sa traduction.

### Antioche et Grèce

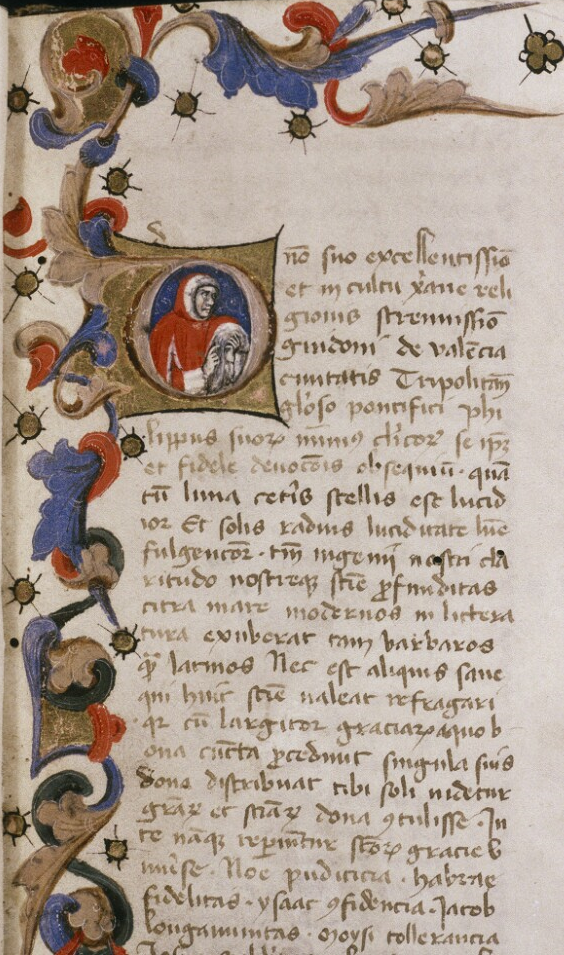
Prologue de la traduction de Philippe d'après un manuscrit italien du début du XVe siècle, sur lequel Aristote est représenté.

En 1225, Philippe était encore au service de son oncle à Antioche. À son retour en Italie cette année-là, Rainier confia à son neveu la garde du château et du fief de Cursat, où se trouvait le trésor patriarcal. Philippe fut chargé d'empêcher que le château et le trésor ne tombent entre les mains du prince Bohémond IV d'Antioche, à court d'argent. Rainier félicita Philippe auprès du pape pour l'aide qu'il lui avait apportée lors de ses périodes de maladie. Il mourut en septembre, apparemment toujours en Italie, et le pape Honorius III écrivit à Philippe pour lui ordonner de remettre le château aux représentants du patriarcat pendant la vacance de ce siège.
Philippe était encore en Orient en 1227, lorsque le pape Grégoire IX lui accorda le titre de chanoine à Tripoli pour services rendus à son défunt oncle,. Philippe était peut-être déjà augustin, et presque certainement prêtre. Il est décrit comme ayant survécu aux périls des voyages en mer et à la perte de biens dans l'exercice de ses fonctions au service de Rainier. Il a peut-être voyagé fréquemment en bateau entre Antioche et Tripoli. En 1230, Philippe était de retour à Rome. Le successeur de son oncle, Albert de Rezzato, demanda son retour à Antioche, mais le pape lui accorda une dispense pour conserver ses bénéfices in absentia. Il est également décrit à cette époque comme le prieur de Todi. La concurrence pour les services de Philippe était peut-être due à sa connaissance de l'arabe, une compétence diplomatique précieuse.
Philippe est peut-être resté longtemps en Italie. En 1238 ou peu avant, il obtint d'être chanoine au Gibelet, mais il se trouvait déjà en Italie en 1238 lorsque Grégoire IX l'envoya comme légat apostolique en Grèce. Là, il percevait un impôt d'un tiers sur les revenus et les biens meubles de l'Église latine afin de soutenir l'empire latin de Constantinople. Grégoire IX lui ordonna également d'enquêter sur les finances de l'archidiocèse de Patras.

### Proximité avec le papeInnocentIV
Philippe était de retour à Rome en 1243, lorsqu'il dénonça l'évêque du Gibelet, le jugeant trop peu instruit pour sa charge. Il n'avait « ni lu Donat ni ouvert les livres de Caton », selon ses propres termes. La même année, le pape Innocent IV le renomma chanoine à Tripoli, ayant appris que deux postes étaient récemment devenus vacants. Philippe n'avait manifestement jamais reçu de prébende lors de sa nomination initiale, probablement parce qu'aucune n'était disponible. Le nombre de chanoines rattachés à la cathédrale de Tripoli avait été réduit de dix-huit à douze en 1212 en raison de la diminution des ressources du diocèse. Bien que Grégoire ait nommé trois hommes pour garantir que Philippe reçoive effectivement une prébende, cela ne semble pas avoir fonctionné car même lorsque le pape prit soin d'attendre la confirmation d'une vacance, Philippe dut se battre pour son poste de chanoine entre 1243 et 1248. Il lutta également pendant au moins neuf ans pour obtenir son poste au Gibelet. La pratique de la fourniture papale de canonicat pourrait facilement conduire à des situations comme celle de Philippe, dans laquelle de nombreux chanoines expectatifs attendaient à tout moment de recevoir un bénéfice réel.
Innocent IV témoigna de la bienveillance à Philippe tout au long de son pontificat. Ils étaient peut-être des amis personnels depuis leur passage à la chancellerie papale au début des années 1220. Le 11 septembre 1245, Philippe était à Gênes en tant que nuntius (envoyé) du patriarche de Jérusalem Robert de Nantes et de l'archevêque de Nazareth pour prendre possession de reliques qu'ils avaient achetées. Il a peut-être assisté au premier concile de Lyon en juin et juillet en tant que représentant du patriarche de Jérusalem. En 1247, il était avec le pape à Lyon lorsqu'Innocent IV ordonna au patriarche de le récompenser par un bénéfice « bien qu'il en ait déjà d'autres »,. Il était alors le procureur du patriarche en Europe.
Entre 1247 et 1251, Philippe semble avoir résidé principalement à Rome, bien qu'il se soit absenté de la cour papale pour affaires à un moment donné en 1248. Innocent IV écrivit de nombreuses lettres en son nom durant cette période de résidence romaine. Il est possible que Philippe enseignât le droit au Studium Curiae fondé par Innocent en 1245. En 1248, avec la permission papale, il céda son titre de chanoine au Gibelet à son neveu, l'érudit Nicolas. À cette époque, il est mentionné pour la première fois comme chapelain honoraire du cardinal Hugues de Saint-Cher, un honneur qu'il détenait au moins jusqu'à la fin de 1250. En 1248 ou peu avant, Philippe fut excommunié pour des raisons qui restent inconnues. En 1248, Innocent IV, sur les conseils du cardinal Pierre de Colmieu, le confirma néanmoins dans l'archidiaconé de Sidon auquel il avait été nommé et ordonna au patriarche de Jérusalem et à l'évêque de Lydda d'annuler toute mesure prise contre Philippe. Philippe était alors également chanoine de Tyr, mais l'évêque de Tripoli s'opposait toujours à ce qu'il reçoive sa prébende dans sa ville.

### Tyr et Tripoli
En 1250, Philippe déclina son élection controversée à l'archidiocèse de Tyr, cédant la charge au pape,. Philippe a peut-être été élu plusieurs années plus tôt, l'archevêque précédent étant mort à la bataille de La Forbie en 1244. Nicolas Larcat succéda au siège vacant et le pape nomma Philippe à l'ancienne fonction de chantre de Tyr de Nicolas,. Il s'agissait d'une fonction non résidente générant des revenus substantiels, grâce auxquels Philippe engagerait le directeur musical. Le pape le récompensa également en lui accordant tous les biens de l'évêque de Bethléem à Tyr, tout en confirmant ses prébendes à Tyr et à Sidon.
En 1251, Philippe était chapelain honoraire du pape et cette année-là, Innocent IV interdit toute condamnation, comme l'excommunication, à son encontre sans mandat papal exprès. Il nomma le patriarche de Jérusalem et l'abbé de Belmont comme conservateurs de cet ordre.
En 1256, le pape Alexandre IV envoya Philippe en mission en Terre sainte afin de restituer les biens qui revenaient de droit à l'archidiacre de Tortose. On le retrouve également en Terre sainte en 1257, lorsqu'il contracta un emprunt auprès des Hospitaliers pour le compte de son supérieur, Opizzo Fieschi, neveu d'Innocent IV et évêque de Tripoli, afin de financer le voyage de ce dernier outre-mer. En 1259, il confirma le droit des Hospitaliers à la dîme sur les terres qu'ils possédaient dans le diocèse de Tripoli, se reposant sur un accord initial de 1125, également conclu avec un chantre de Tripoli nommé Philippe.

### Dernières années en Italie
En 1267, Philippe était archidiacre de Tripoli. Il est mentionné dans les documents sous le titre de dominus (seigneur), signe d'un statut élevé. Il resta chapelain honoraire du pape sous le pape Clément IV. Il servit comme adjoint du cardinal Raoul de Grosparmy lors de sa mission de légat au royaume de Sicile. Il régla un conflit ecclésiastique à Laurino vers 1266 et était présent lorsque le légat prononça une sentence à Cosenza en 1267.
Durant le long conclave de 1268-1271, Philippe travailla pour les cardinaux réunis. Son titre passa de capellanus papae (aumônier du pape) à capellanus sedis apostolicae (aumônier du trône apostolique) pendant la longue vacance papale. En avril 1269, les cardinaux l'envoyèrent reprendre le château de Lariano, usurpé par un certain Riccardello, et lui octroyèrent pour ce faire le pouvoir d'excommunier. En mai, ils le chargèrent de déterminer le but d'un groupe de Romains armés en route pour Viterbe, où se tenait le conclave. En octobre, il excommunia Riccardello. Sa dernière mention remonte à 1269, sous le titre d'auditeur général des causes du palais du Latran (auditor generalis causarum sacri palatii), ce qui signifie qu'il pouvait entendre les affaires portées devant la cour papale et rendre des jugements sous réserve de l'approbation papale.
Philippe mourut probablement peu de temps après 1269. Il y eut un nouvel archidiacre de Tripoli en 1274.

## Traduction
Vers 1230, Philippe traduisit l'intégralité du Secretum secretorum du Pseudo-Aristote de l'arabe vers le latin. L'existence de sa traduction est attestée au plus tard dans les années 1230 ou 1240. Dans le prologue de sa traduction, Philippe décrit comment, lors d'une visite à Antioche avec son évêque, Guy de Valence, un manuscrit du Secretum arabe y fut découvert. À la demande de Guy, il le traduisit en latin et le dédia à l'évêque. Il s'agit d'une traduction « remarquablement fidèle et précise ». Néanmoins, la seule mention dans les registres pontificaux des talents littéraires de Philippe est l'éloge d'Innocent IV le qualifiant de scientia litterarum.
Décrivant sa méthode de traduction dans le prologue, Philippe écrit : « J'ai traduit... parfois littéralement, et parfois selon le sens, car il y a une façon de parler chez les Arabes et une autre chez les Latins ». Le traducteur du XIIIe siècle Jean d'Antioche (en), également actif en Terre sainte, a peut-être été influencé par le prologue de Philippe.
Plus de 200 manuscrits de la traduction de Philippe existent encore, datant du XIIIe au XVIe siècle. Il s'agit de la première traduction complète de l'arabe, bien que les parties médicales aient été traduites un siècle plus tôt par Jean de Séville, dont Philippe s'est inspiré. Roger Bacon a édité et commenté la traduction de Philippe entre 1243 et 1254, mais Michael Scot, dans son Liber physiognomiae (en), paru entre 1228 et 1236, semble avoir utilisé la version arabe originale.
Une copie de la fin du Moyen Âge du Livre des inspections d'urine, réalisée pour l'empereur Frédéric II en 1212, est attribuée à Philippe de Tripoli et à Gérard de Crémone. À cette époque, Philippe jouissait d'une grande réputation et était associé à la médecine. Certains érudits modernes ont également suggéré qu'il avait suivi une formation médicale, car il possédait un exemplaire de la traduction des chapitres médicaux de Jean de Séville et il aurait aidé son oncle pendant sa maladie,. Un autre traité médical, Experimenta notes minime reprobanda, est parfois attribué à Philippe, mais il s'agit d'une erreur d'attribution moderne. Il est anonyme dans tous les manuscrits sauf un, qui l'attribue à Thomas de Cantimpré.